# 入口豊
入口 豊（いりぐち ゆたか）は、日本の教育学者、健康科学者、体育学者。びわこ成蹊スポーツ大学学長。大阪教育大学の元理事・副学長。
大阪府出身。大阪府立清水谷高等学校卒業。東京教育大学（現筑波大学）大学院体育学研究科修了。1977年（昭和52年）大阪教育大学の助手、1985年助教授。1993年（平成5年）文部省（現文部科学省）在外研究員としてアメリカ合衆国のボストン大学に。1996年大阪教育大学教授に。2008年（平成20年）学長補佐。2010年からキャリア支援センター長。2014年から理事・副学長。
2017年（平成29年）10月1日学校法人大阪成蹊学園の顧問に就任。10月19日から学園系列びわこ成蹊スポーツ大学の学長に就任した。
専門は健康科学（保健学）、スポーツ科学、体育学（保健体育）で、2007年に第10回秩父宮記念スポーツ医・科学賞奨励賞を受賞。日本スポーツ教育学会や日本体育・スポーツ哲学会の理事も務めた。
大阪教育大学では長年、体育会サッカー部（男子）の総監督を務め、専門を生かした指導力で大阪教育大初のJリーガーとなる田中俊一（元ロアッソ熊本）を育てたり、2013年に部を関西学生サッカーリーグで「私立の強豪大学に混じり，1部唯一の国公立大学チーム」に昇格。その後、「創部100周年の記念イヤー」の2015年も再び2部から1部に昇格させたりしている。
関西学生サッカー連盟の役員も務めるだけでなく、自身も2008年、関西学生サッカーリーグの「監督・選手が選ぶベストイレブン」の監督に選ばれており、それら人脈で2016年には日本プロサッカーリーグJ1リーグのセレッソ大阪と大阪教育大学と「フレンドシップ協定」も締結させている。

## 著書

### 共編著
- 『スポーツの倫理』（不昧堂出版、1992年）
- 『健康生活と体育』(名研図書、1993年）
- 『体育科教育の探求:体育授業づくりの基礎理論』（大修館書店、1997年）
- 『戦後体育実践論 第2巻』（創文企画、1997年）
- 『新世紀スポーツ文化論』（タイムス、2000年）
- 『体育科教育学入門』（大修館書店、2002年）
- 『教養としての体育原理』（大修館書店、2005年）